# Нојденау
Нојденау (њем. Neudenau) град је у њемачкој савезној држави Баден-Виртемберг. Једно је од 46 општинских средишта округа Хајлброн. Према процјени из 2010. у граду је живјело 5.178 становника. Посједује регионалну шифру (AGS) 8125068.

## Географски и демографски подаци
Нојденау се налази у савезној држави Баден-Виртемберг у округу Хајлброн. Град се налази на надморској висини од 189 метара. Површина општине износи 32,9 km². У самом граду је, према процјени из 2010. године, живјело 5.178 становника. Просјечна густина становништва износи 157 становника/km².